# Antic gos de mostra danès

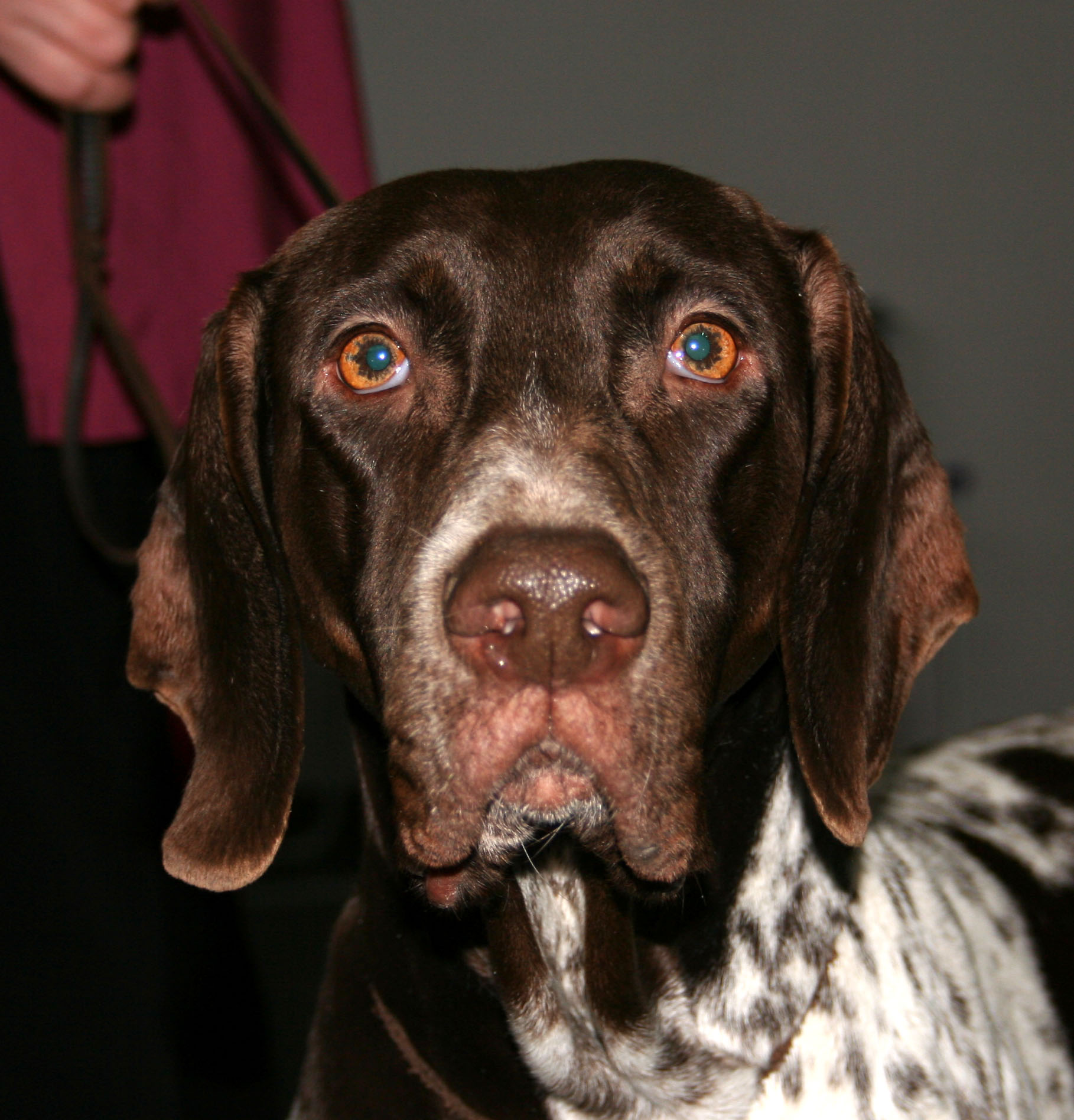
Cap de l'antic gos de mostra danès.

L'antic gos de mostra danès és una raça canina de grandària mitjana amb marques marrons originari de Dinamarca.
El seu nom en danès és gammel dansk hønsehund, que literalment significa gos de caça d'aus. Es troba en el grup 7, secció 1 de la Federació Cinològica Internacional.

## Aparença
La seva constitució és forta, una de les seves característiques més clares és la gran diferència entre el mascle i la femella. Mentre el mascle és potent i substanciós, la femella és més lleugera, espiritual i capritxosa.
- Altura: Mascles: 54-60 cm, es prefereix per sobre de 56 cm. Femelles: 50-56 cm, es prefereix per sobre de 52 cm.
- Pes: Mascles: 30-35 kg. Femelles: 26-31 kg.

## Temperament
Dona la impressió de gos callat i estable però que mostra determinació i coratge. Durant la caça progressa lentament, sempre mantenint contacte amb el caçador i complint la seva tasca de gos de mostra, discretament, sense pertorbar al seu voltant. La raça està pensada per a gossades tant grans com petites.
Es tracta d'un gos familiar sempre que faci suficient exercici. És ràpid i actiu i viu en llocs a l'aire lliure i d'interior, però no és gens convenient per a llocs petits.

## Història

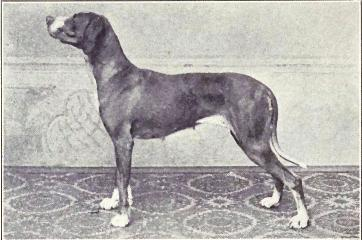
Antic gos de mostra danès (1915).

L'origen de la raça pot traçar-se fins a l'any 1710, quan un home anomenat Morten Bak, habitant de Glenstrup, a prop de la ciutat de Randers i Hobro, a Dinamarca, va creuar gossos bastards (possiblement descendents d'antics gossos de mostra espanyols) durant 8 generacions amb gossos de granja de grans taques negres, fins a obtenir una raça pura de gossos blancs i marrons anomenats Bakhounds o Old danish pointers. Els grangers anomenaven als seus gossos de granja Bloodhounds (Gos de Sant Hubert), però és possible que fossin una branca bastarda de descendents de gossos Squire, al seu torn descendents de gossos de Sant Hubert.